# Barbara Gonzaga

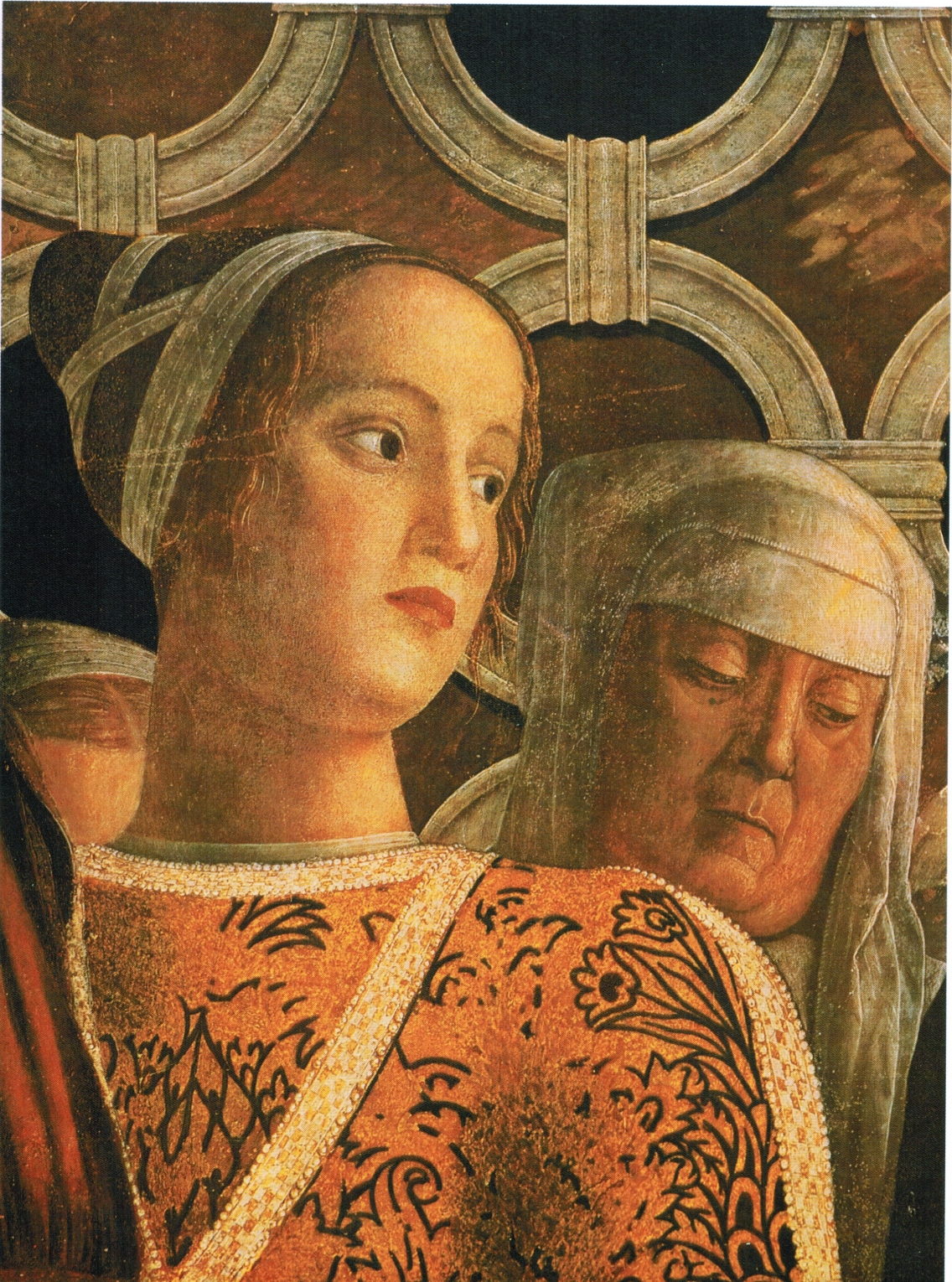
Barbara Gonzaga. Detail aus: Andrea Mantegnas Fresko Der Hof von Mantua (1471–1474, Camera degli Sposi, Herzogspalast, Mantua)

Barbara Gonzaga (* 11. Dezember 1455 in Mantua; † 31. Mai 1503 in Böblingen) wird als erster Herzogin von Württemberg und Teck eine besondere Bedeutung für die württembergische Geschichte beigemessen. Als Gemahlin des Grafen Eberhard V. im Bart von Württemberg-Urach, des späteren Herzogs Eberhard I. von Württemberg und Teck, kam sie von Mantua nach Württemberg, feierte 1474 die berühmte „Uracher Hochzeit“ und gestaltete das höfische Leben in ihren Residenzen Urach, Stuttgart und Böblingen.

## Leben

### Kindheit
Barbara Gonzaga war die Tochter des Markgrafen Ludovico III. Gonzaga von Mantua und dessen Frau Barbara von Brandenburg, die aus der Dynastie der Hohenzollern stammte. Diese hatten zusammen elf Kinder und Barbara war das neunte Kind dieser arrangierten Ehe. Am weltoffenen Hof ihres Vaters wuchs Barbara im Geist der Renaissance auf. Hier lernte sie Wissenschaftler und Künstler kennen. An überlieferten Briefen aus ihrer Kindheit ist zu ersehen, wie ihre Handschrift reifer wurde. Barbara war wahrscheinlich der besondere Liebling ihres Vaters gewesen. Er nannte sie, noch keine sieben Jahre alt, in einem am 23. Oktober 1462 abgeschickten Brief scherzhaft „unsere Ehefrau“ und fühlte sich auch sonst sehr zu ihr hingezogen.

### Hochzeitsvorbereitung
Mit dem gleichaltrigen Markgrafen Christoph von Baden war für die junge Barbara schnell ein interessanter Gemahl gefunden, doch das Heiratsprojekt zerschlug sich 1467 an den zu hohen Geldforderungen der badischen Seite. Nach mehrjährigen Verhandlungen mit vielen möglichen Heiratskandidaten heirateten am 12. April 1474 Barbara Gonzaga und Graf Eberhard von Württemberg-Urach im Dom von Mantua. Barbaras Eltern als auch das Brautpaar selbst waren mit dieser Wahl und der dynastischen Verbindung ihrer Fürstenhäuser zufrieden. Georg von Ehingen hatte die Vorverhandlungen zum Ehevertrag geführt, der am 14. April unterzeichnet wurde. Barbaras Mitgift umfasste neben 20.000 rheinische Gulden Kleider, Silberbesteck und Schmuck. Graf Eberhard von Württemberg-Urach versprach die gleiche Summe als Widerlage. Die Gesamtsumme wurde dadurch abgesichert, dass Barbara Schloss, Stadt und Amt Herrenberg samt allen Ortschaften und Einkünften überschrieben wurden. Herrenberg sollte ihr Witwensitz werden. Als Morgengabe erhielt sie noch 7000 Gulden, wofür Böblingen, Sindelfingen und Vaihingen auf den Fildern verpfändet wurden. Eberhard änderte die Sicherung von Heiratsgut, Mitgift und Morgengabe im Jahr 1483, nach dem Tod seiner Mutter Mechthild von der Pfalz. Barbara bekam Böblingen und Sindelfingen, wobei ihr Böblingen als Witwensitz zugewiesen wurde und ihre Morgengabe wurde auf 6000 Gulden gekürzt.

### Brautzug
Der Brautzug Barbaras unter Führung ihres Bruders Rodolfo Gonzaga umfasste 70 Personen, 217 Pferde, 30 Maultiere und sechs Wagen. Sie kamen nach 18-tägiger Reise über Verona, den Brenner und Innsbruck termingerecht am 28. Juni 1474 in Kempten an. Barbara schrieb ihrer Familie fast täglich von ihrer Reise, von ihren Erlebnissen und ihrem Befinden, das von großem Abschiedsschmerz geprägt war. Eberhard hatte ein Geleit unter Führung von fünf schwäbischen Grafen nach Kempten beordert, die den Zug sicher nach Urach führen sollten. Er selbst ritt ihr am Sonntag, dem 3. Juli, entgegen und traf zwischen Blaubeuren und Urach auf den Brautzug. Er war in Begleitung des Markgrafen von Baden, des Grafen Ulrich V. von Württemberg-Stuttgart, der Bischöfe von Augsburg und Speyer, Rittern und Knechten sowie 2000 Pferden.

### Uracher Hochzeit
Urach, Eberhards Residenzstadt, bereitete sich für das prächtige Fest vor, das sich ab dem 3. Juli 1474 vier Tage lang hinzog. Die Eheleute wurden in die Kirche geführt und vom Bischof von Konstanz mit Ehegelöbnis, Brautsegen und Ringgabe vermählt. Mit dem Ehegelöbnis war der feierliche Adventus der Braut in Urach abgeschlossen. Das Beilager bildete dann die zivilrechtliche Komponente der Eheschließungszeremonie. Es belegt den Vollzug der Ehe, der mit einem symbolischen Zudecken des Brautpaares als durchgeführt galt.
Die Hochzeitsfeierlichkeiten wurden zur Demonstration des fürstlichen Selbstverständnisses des Bräutigams sowie dessen Stolz auf seine Ehefrau und deren fürstliche Herkunft. Seine Macht wurde mit großem logistischen, wirtschaftlichen und künstlerischen Aufwand zur Schau gestellt und Barbara war zum ersten Mal Macht und Ansehen ihres Bräutigams vor Augen geführt worden. Es wurde vier Tage lang mit Festbanketts, offiziellen Geschenkübergaben und Ritterspielen gefeiert, wobei Programm, Gäste und Bewirtung die spätmittelalterliche Festkultur am württembergischen Hof widerspiegelten, der zu dieser Zeit seinen Zenit erreicht hatte.

### Leben in Urach
Nach der Hochzeit musste sich Barbara, die nun Gräfin von Württemberg-Urach war, in den Alltag am Uracher Hof eingewöhnen, wobei sie auf ihre wenigen verbliebenen Bediensteten zurückgreifen konnte. Sie passte sich der Situation schnell an, zumal sie mit ihrem Mann Eberhard ein inniges Verhältnis verband. Sie bekam eine kleine Tochter, diese verstarb jedoch nach wenigen Monaten. In der Folgezeit wurde ihr Verhältnis zu Eberhard zusehends dadurch belastet, dass sie keine weiteren Kinder bekam. Eberhard baute indessen seine Residenzstadt Urach aus, ließ die Amanduskirche zur Stiftskirche erheben und errichtete ein Spital, eine Papiermühle sowie eine Buchdruckerei. Zeitgleich gründete er unter aktiver Anteilnahme seiner Mutter Mechthild die Universität Tübingen. Bildung und Literatur kamen zu neuer Blüte, die von Barbara und ihrer Familie gefördert wurde.
Über 70 Briefe Barbaras sind erhalten, die sie an ihre Verwandten in Italien schrieb, wobei mehr als die Hälfte aus dem ersten Jahr ihrer Ehe stammten. Viele Einträge betreffen die außergewöhnlichen Liebesbezeugungen von Seiten Eberhards und das vorzügliche Verhältnis zu ihrer Schwiegermutter, der in Rottenburg am Neckar residierenden Erzherzogin Mechthild von Österreich.
Ein Teil Barbaras Persönlichkeit wird häufig mit folgender Geschichte beschrieben: „Eine arme junge Frau in Urach hatte ihren gewalttätigen Mann aus Notwehr getötet. Die Richter hatten dieses Entlastungsargument jedoch nicht anerkannt. Daraufhin versammelten sich die Frauen von Urach und Umgebung und brachten ihre Klage vor, wobei sich 30 Frauen, darunter 12 Schwangere, an Barbara wandten und um Hilfe für die inhaftierte Frau baten. Barbara, von Mitleid ergriffen, versuchte vergebens, die Richter zur Freilassung der Armen zu bewegen. Dann schickte sie einen geheimen Boten an Eberhard, der auf ihren Brief hin die Frau sofort begnadigte“. Dies war eine erstaunliche Aktion weiblicher Solidarität; eine Landesherrin, die sich für die ihrer Ansicht nach unschuldige Delinquentin einsetzte, die „Mörderin“ als „Opfer“ bezeichnete und damit Erfolg hatte.

### Leben in Stuttgart
Der Münsinger Vertrag vom 14. Dezember 1482 beendete die 40-jährige Teilung Württembergs. Mit der Ernennung des Grafen Eberhard V. im Bart von Württemberg-Urach auch zum Grafen von Württemberg-Stuttgart zog Barbara in ihre neue Residenz, das heutige Alte Schloss in Stuttgart. Hier lebten auch der Cousin des Grafen, Eberhard VI. der Jüngere, und dessen Gattin Elisabeth von Brandenburg. Mit der Erhebung des Grafen Eberhard V. im Bart zum Herzog Eberhard I. von Württemberg und Teck stieg Barbara zur ersten Herzogin auf, trat jedoch als politisch agierende Fürstin kaum in Erscheinung. Ihre Funktion beschränkte sich hier im Wesentlichen auf die Vermittlerrolle zu ihrer Familie nach Mantua sowie auf repräsentative Aufgaben.
Nach dem Umzug von Urach nach Stuttgart, wahrscheinlich im Frühjahr 1483, war die Hofhaltung in Stuttgart nach der Wiedervereinigung der beiden Landesteile deutlich aufwändiger geworden, nicht nur, weil jetzt zwei Fürstenfamilien im Schloss lebten. Macht und Status Eberhards im Bart wurden durch höfische Prachtentfaltung demonstriert, wie zum Beispiel anlässlich des Stuttgarter Turniers von 1484. Barbara zog sich in der Folgezeit immer mehr vom höfischen Leben zurück und entfernte sich zunehmend von Stuttgart. So hielt sie sich regelmäßig über längere Zeiträume in Waldenbuch auf. 1491 erwarb sie von der Gräfin Elisabeth von Brandenburg einen Garten in der Nähe des Stuttgarter Schlosses, den sie wahrscheinlich selbst anlegte. Ihr Briefwechsel mit ihrer Familie in Mantua wurde seltener und zeigt sie als einen zurückgezogenen und vereinsamten Menschen. Bemerkenswert ist jedoch ihr Engagement für die Kirchenreform, die sie mit ihrem Mann vorantrieb.
Einer ihrer Rückzugsorte war der Hasenhof bei Waldenbuch. 1483 übernahm Graf Eberhard die persönliche Nutzung Waldenbuchs als sein Kammergut, das vermutlich zu Barbaras Wittum gehörte, und überließ es bald darauf seiner Frau. Barbara, die sich sehr für Landwirtschaft interessierte, besuchte während ihrer Stuttgarter Zeit mehrfach jährlich den Hasenhof, wobei sie wahrscheinlich im Schloss Waldenbuch wohnte. Nachweise in Form von Abrechnungslisten von Fuhrleuten sind für mehrere Aufenthalte in den Jahren 1483 und 1488 erhalten. Der Hasenhof wurde 1786 von Sattler noch als „Melkerei“ bezeichnet, woraus der Stuttgarter Hof Milch, Butter und Schmalz bezog. Die „Melkerei“ wurde von späteren Geschichtsschreibern als „Meierei“ bezeichnet. Sie verkaufte am 25. August 1495 den Hof an Hans Eberwein den Älteren von Steinenbronn für über 200 rheinische Gulden.
Die Ehe Barbaras und Eberhards war durch ihre Kinderlosigkeit belastet, welche dem Haus Württemberg in Bezug auf Eberhards Nachfolge Schwierigkeiten bereitete. Ansonsten sind keine schwerwiegenden Probleme der Ehe bekannt. Sie nahm sich fürsorglich Eberhards außerehelicher Kinder an, wie des Sohnes Hans von Karpfen. Eberhard sicherte, so gut er konnte, das Wittum seiner Gemahlin ab. In seinem Testament vom 26. Dezember 1492 gebot er ausdrücklich, Barbara in ihrem Wittum nicht zu beeinträchtigen. Er ließ auch anlässlich des Hochzeitsjubiläums 1494 eine Medaille prägen.

### Witwensitz in Böblingen

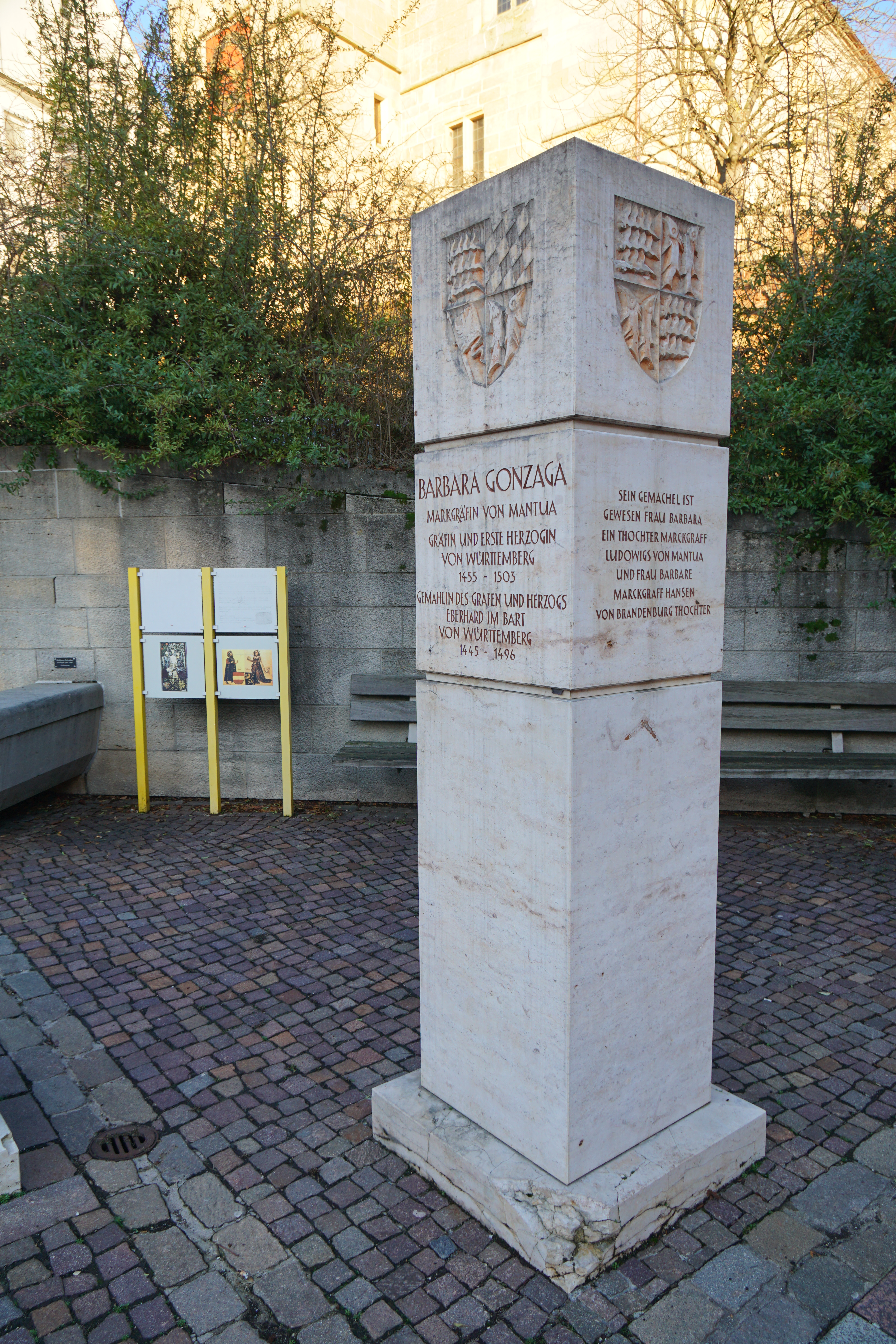
Gedenkstele für Barbara Gonzaga auf dem Marktplatz von Böblingen

Nach dem Tod Eberhards am 25. Februar 1496 in Tübingen nahm Barbara ihren Witwensitz im Schloss Böblingen. Mit dem Nachfolger ihres Mannes, dem Herzog Eberhard II. dem Jüngeren, kam es zum Streit um das Wittum und die daraus zugesicherten Einkünfte. Barbara versuchte mit Unterstützung ihrer Freunde und ihrer Familienmitglieder in Mantua ihr Eigentum zu bewahren. Donatus Guizardi, Sekretär ihres Bruders Bischof Lodovico († 1511), schrieb am 26. August 1496 an Herzog Eberhard II. und bot in dem Brief die Vermittlung zwischen dem Herzog und Barbara an. Die Auseinandersetzung spitzte sich so sehr zu, dass sich Barbara entschloss, um ihr Wittum nicht zu gefährden, dem Rat guter Freunde und Verwandte zu folgen und ihre Rückkehrpläne nach Mantua fallen zu lassen. Der Konflikt wurde mit der Entmachtung Herzog Eberhards II. durch die württembergischen Landstände und Kaiser Maximilian I. im Jahr 1498 beendet. Nun konnte Barbara ungestört ihren Witwenhof in Böblingen führen.
Barbaras Böblinger Jahre wurden oft als eine Zeit der persönlichen Resignation und des Ausklangs skizziert. Diese Interpretation scheint heute zu einfach. In Böblingen konnte beziehungsweise musste Barbara als Witwe eigenständig handeln, was ihr durchaus vertraut war. Sie war diplomatisch sehr geschickt und baute sowohl auf den familiären Schutz als auch auf die Unterstützung benachbarter Reichsstädte. Letztendlich hatte ihr persönlicher Einsatz Erfolg und sie konnte ihre herrschaftliche und wirtschaftliche Position sichern. Ihr wirtschaftlicher Spielraum und ihre Stellung waren jetzt so bedeutend, dass sie ihr Umfeld in ihren letzten Lebensjahren nachhaltig gestalten konnte. Sie erwarb 1501 auch einen Garten in der Nähe des Schlosses am Oberen See, an den noch heute die „Herrschaftsgartenstraße“ erinnert.
Aus ihrer Zeit in Böblingen sind zwei Briefe erhalten, die zeigen, dass sie noch immer Heimweh nach Mantua und zu ihrer Familie hatte. Ihren Gesundheitszustand erwähnte sie nicht. Aus früheren Briefen ist jedoch bekannt, dass sie wie einige ihrer Brüder zur Leibesfülle, wenn nicht Fettsucht neigte. Ihre Korpulenz muss solche Ausmaße angenommen haben, dass sie sich kaum alleine bewegen konnte. Barbara Gonzaga starb 48-jährig am 30. Mai 1503 in Böblingen. Von ihren Todesumständen ist nichts Genaueres bekannt. Barbara hatte sich als ihre letzte Ruhestätte das Dominikanerinnenkloster in Kirchheim unter Teck gewählt, nicht das Grab an der Seite ihres Mannes Eberhard im Stift Einsiedel. Die Rechte Barbaras an Böblingen fielen in der Folge an das Haus Württemberg zurück.
Im Zuge des Ausbaus Kirchheims zur Landesfestung wurde die Kirche des Dominikanerinnenklosters 1538 zerstört. Die Grabstätte Barbaras im Chor der Kirche war dabei verlegt worden. Der Kirchheimer Obervogt Hans von Remchingen berichtete 1551 an Herzog Christoph, dass die neue Grablege nicht mehr bekannt sei, ja dass „kain stein oder tafel“ an Württembergs erste Herzogin erinnere.

## Wirken
In der Chronik des Stuttgarter Ratsherrn Sebastian Küng, die in die Mitte des 16. Jahrhunderts datiert, wird Barbara Gonzaga wie folgt charakterisiert: „Sie ist das allerhauslichst weib gewesen so man zu ierer zeit hatt finden megen. Mitt vichziehen iern ainigen lust und fröd gehapt darum sie auch das mererthail zu Waltenbuch bei ierem vich hausgehalten. Und in ierem alter zu ungewonlicher grosse geratten deshalb sie auch zu Beblingen uff ier morgengab gestorben und gen Kirchen in das frauwencloster begraben worden.“ Schon zu dieser Zeit hatte sie also den Ruf als „Hausmutter“.
Der Einfluss Barbaras auf den Württembergischen Hof ist jedoch nicht zu unterschätzen, auch wenn sie keine geschichtsträchtigen Taten aufweisen konnte. Durch ihre humanistische Bildung, ihre Liebe zu Kunst und Literatur sowie durch ihre Weltoffenheit sollte sie Württemberg nachhaltig prägen. Sie brachte die Kultur der italienischen Renaissance sowie neue geistige Strömungen in ihre neue Heimat; Mode, Gartenkunst und Literatur, feine Lebensart, Kräuter und Gemüsesorten, außerdem Kunsthandwerk von hohem Niveau wie Mobiliar, „welsche Bilder“, Schmuck und Tafelsilber sowie Teppiche und edle Stoffe. Barbaras herrschaftliches Auftreten beeindruckte. Beim Volk war sie sehr beliebt, da sie großes Verständnis für die Nöte der einfachen Leute aufbrachte. Später widmete sie sich der Frömmigkeit, engagierte sich für die Kirchenreform und tätigte gemeinsam mit Eberhard großzügige Stiftungen für Kirchen und Klöster. Sie beschäftigte sich darüber hinaus mit Gartenbau und regte wissenschaftliche Bücher an.

## Trivia
Nach ihr wurde die Barbara-Gonzaga-Gemeinschaftsschule in Bad Urach benannt, die im Schuljahr 2012/2013 den Schulbetrieb aufnahm. In Waldenbuch gibt es den 7 km langen Rundweg mit dem Namen „Gräfin von Mantua-Steig“.
Ihr Bruder Rodolfo Gonzaga († 1495), Herr von Castiglione und Solferino, war der Urgroßvater des Hl. Aloisius von Gonzaga.